# McCleary (Washington)
McCleary es una ciudad ubicada en el condado de Grays Harbor en el estado estadounidense de Washington. En el año 2000 tenía una población de 1.454 habitantes y una densidad poblacional de 309,0 personas por km².

## Geografía
McCleary se encuentra ubicada en las coordenadas 47°3′19″N 123°16′8″O / 47.05528, -123.26889.

## Demografía
Según la Oficina del Censo en 2000 los ingresos medios por hogar en la localidad eran de $30.769, y los ingresos medios por familia eran $36.534 Los hombres tenían unos ingresos medios de $33.421 frente a los $25.417 para las mujeres. La renta per cápita para la localidad era de $14.249. Alrededor del 17,8% de la población estaban por debajo del umbral de pobreza.